# Bau
Bau — шестьдесят третий студийный альбом итальянской певицы Мины, выпущенный в 2006 году на лейбле PDU.

## Список композиций
| №   | Название                   | Автор(ы)                                 | Длительность |
| --- | -------------------------- | ---------------------------------------- | ------------ |
| 1.  | «Mogol Battisti»           | Андреа Мингарди, Маурицио Тирелли        | 4:04         |
| 2.  | «Sull’Orient Express»      | Андреа Мингарди, Маурицио Тирелли        | 3:48         |
| 3.  | «Johnny scarpe gialle»     | Андреа Мингарди, Маурицио Тирелли        | 4:54         |
| 4.  | «Nessun altro mai»         | Андреа Мингарди, Маурицио Тирелли        | 4:32         |
| 5.  | «Alibi»                    | Ания Сесилия, Лука Рустичи               | 3:42         |
| 6.  | «Per poco che sia»         | Самуэле Керри, Маттиа Джиси, Аксель Пани | 3:29         |
| 7.  | «The end»                  | Андреа Мингарди, Маурицио Тирелли        | 3:47         |
| 8.  | «Un uomo che mi ama»       | Маурицио Моранте                         | 6:18         |
| 9.  | «L’amore viene e se ne va» | Андреа Мингарди, Маурицио Тирелли        | 4:40         |
| 10. | «Fai la tua vita»          | Джанкарло Бигаци, Марко Фаладжани        | 5:05         |
| 11. | «Inevitabile»              | Андреа Мингарди, Маурицио Тирелли        | 4:48         |
| 12. | «Come te lo devo dire»     | Агостино Гуарино                         | 4:50         |
| 13. | «Datemi della musica»      | Андреа Мингарди                          | 5:38         |

## Чарты

### Еженедельные чарты
| Чарт (2006)               | Высшая позиция |
| ------------------------- | -------------- |
| Греция (IFPI)             | 42             |
| Италия (Classifica album) | 5              |

### Годовые чарты
| Чарт (2006)   | Позиция |
| ------------- | ------- |
| Италия (FIMI) | 34      |

## Сертификации и продажи
| Регион | Сертификация  | Продажи  |
| --- | ------------- | -------- |
| Италия (FIMI) | 2× Платиновый | 160 000* |
| * Данные о продажах приведены только на основе сертификации. ^ Данные о тиражах приведены только на основе сертификации. |               |          |